# Miisiirii
 (décembre 2020).
Si vous disposez d'ouvrages ou d'articles de référence ou si vous connaissez des sites web de qualité traitant du thème abordé ici, merci de compléter l'article en donnant les références utiles à sa vérifiabilité et en les liant à la section « Notes et références ».
Le miisiirii, aussi appelé mileri ou jabal, est une langue de l'ouest du Soudan, parlée par la communauté Mileri de Jebel Mun au Darfour et par quelques locuteurs dispersés au Tchad.
Le milerinkiya appartient à la famille des langues taman. Elle est souvent considérée comme un dialecte de Tama, bien qu'elle n'en soit pas particulièrement proche.